# 黄宗英
黄宗英（1925年7月13日—2020年12月14日）中国女演员、作家和编剧。她曾经出演过许多黑白电影，这其中就包括《幸福狂想曲》（1947年）、《乌鸦与麻雀》（1949年）、《丽人行》（1949年）和《武训传》（1950年）等。黄宗英从1950年代中期开始撰写电影剧本，但后来却发展成为一位著名的报告文学作家。她曾经凭借《大雁情》、《美丽的眼睛》、《橘》和《小木屋》等作品而三度获得中国作家协会所颁发的“全国优秀报告文学奖”。

## 早年经历
1925年，黄宗英出生于北京市一个著名的士大夫家庭，她的家族原籍为浙江省瑞安市。其曾祖父黃體立為咸豐六年（1856）進士，曾叔祖黃體芳為同治二年（1863）進士；祖父黃紹第為光緒十六年（1890）進士；而父亲黃曾銘则是一位机电工程师，留日归国后於宣統二年（1910）獲游學工科進士。黄宗英是家里的七姊妹之一，而他们的父母则是相当开明的家长并允许黄宗英他们追求自己的兴趣。但是在黄宗英9岁时，她的父亲过世了，这导致了黄宗英的家庭陷入了贫困。
黄宗英在幼时便受到了身为剧作家长兄黄宗江的影响，对艺术和文学产生了浓厚的兴趣。黄宗英9岁时，她被同为女作家冰心的文章《致小读者》感动而写了一篇名为《在大树下》的散文，这篇文章被刊载在黄宗江担任编辑的文艺周刊《黄金时代》上。
16岁时，黄宗英随大哥黄宗江来到上海并进入"上海职业剧团"。

## 职业生涯

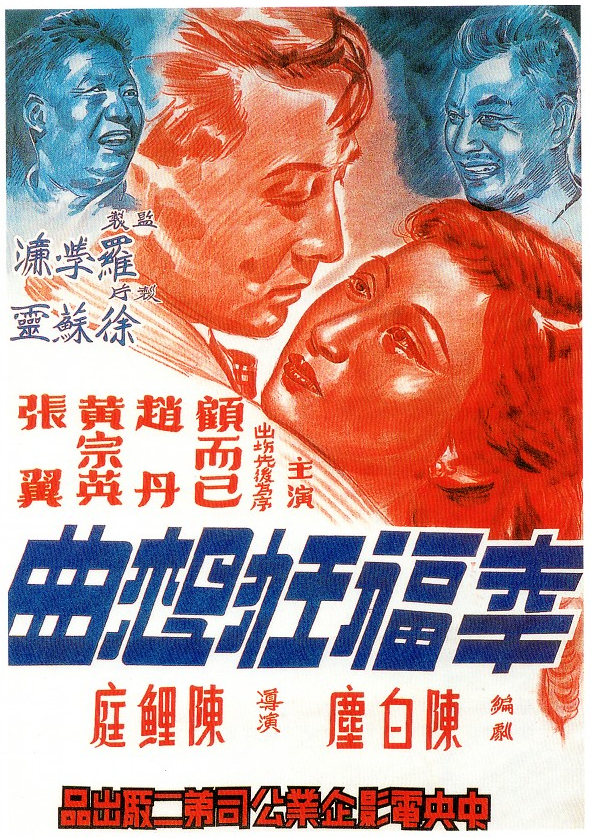
1947年电影《幸福狂想曲》的海报

1941年，黄宗英跟随她的哥哥黄宗江来到上海，在那里她成为黄佐临戏剧团的舞台演员。 她在曹禺的戏剧《蜕变》中首次亮相，并在喜剧《甜姐儿》中成名。
1953年起，黄宗英在上海电影制片厂從事演员、电影编剧。20世纪60年代起，黄宗英從事报告文学创作，先後創作《大雁情》、《美丽的眼睛》、《小木屋》、《桔》等报告文学作品。

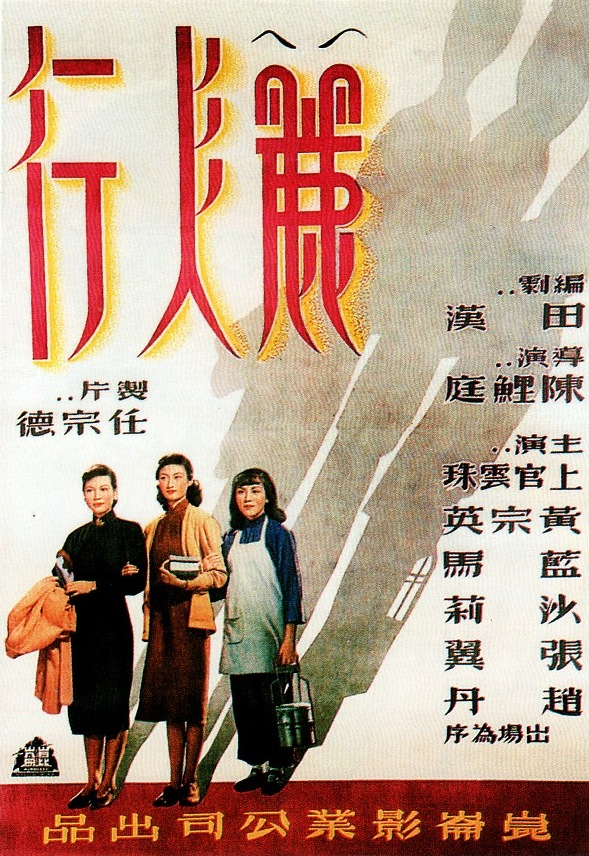
1949年电影《丽人行》的海报。从左起: 黄宗英，沙莉, 和上官雲珠。

## 演出作品

### 电影
| 上映年代 | 片名                 | 饰演角色 |
| -------- | -------------------- | -------- |
| 2017年   | 《请你记住我》       | 她自己   |
| 1987年   | 《花轿泪》           | 王女士   |
| 1982年   | 《一盘没有下完的棋》 | 况婉怡   |
| 1959年   | 《聂耳》             | 冯凤     |
| 1956年   | 《家》               | 钱梅芬   |
| 1953年   | 《为孩子们祝福》     | 王敏     |
| 1950年   | 《武训传》           | 女教师   |
| 1949年   | 《乌鸦与麻雀》       | 余小瑛   |
| 1949年   | 《丽人行》           | 李新群   |
| 1949年   | 《喜迎春》           | 淑华     |
| 1948年   | 《鸡鸣早看天》       | 王桂芳   |
| 1948年   | 《街头巷尾》         | 赵淑秋   |
| 1947年   | 《幸福狂想曲》       | 张月华   |
| 1947年   | 《追》               | 叶文秀   |

### 话剧
- 《甜姐儿》（1942年）——饰：甜姐儿[7][8]

### 电视剧
- 《大栅栏》（2001年）——饰：大格格

## 文学作品

### 个人作品
- 《黄宗英文集》(2016年，海天出版社）[9]

### 合著作品
- 《命运的分号》——冯亦代 / 黃宗英（1995年，江苏文艺出版社）ISBN 9787539907482

## 个人生活

### 婚姻
黄宗英总共有四段婚姻，十七八岁的时候黄宗英嫁给剧团的一个指挥，结婚18天后丈夫因心脏病去世。第二任丈夫是南北剧社的社长程述尧，1948年初黄宗英与程述尧离婚，与赵丹结婚。与第三任丈夫赵丹的婚姻持续了32年，直至赵丹于1980年去世。1993年，黄宗英与冯亦代结婚并直至冯亦代过世。在与赵丹结婚前，赵丹已有两名子女；同时黄宗英也收养中国近代著名歌手、演员周璇的两个遗孤；2005年，黄宗英与赵丹共同被选为“中国电影百年百位优秀演员”。而他们的爱情故事也被导演彭小莲拍摄成电影《上海伦巴》。

### 诉讼
1986年11月初，黃宗英被周璇次子周伟起訴，黃宗英被要求返还她所代管的周璇遗产12万元。後來上海市高级人民法院判决黄宗英赔偿周伟人民币7万余元。

### 死讯
2020年12月14日，黄宗英于上海市复旦大学附属华东医院去世，享年96岁（虚岁）。

## 奖项荣誉
- 1977年－1980年全国优秀报告文学奖（《大雁情》、《美丽的眼睛》）[13]

- 1981年－1982年全国优秀报告文学奖（《橘》）[14]

- 1983年－1984年全国优秀报告文学奖（《小木屋》）[15]

- 2005年，中国电影百年百位优秀演员[16]

- 2009年，第12届金凤凰奖特别荣誉奖[17]

- 2019年，第7届上海文学艺术奖终身成就奖[18]

### 脚注
1. 1 2 3 4 5 6  孙丽萍. . 新华网. 新华社.   [2020-12-14]. （原始内容存档于2020-12-19）.
2. 1 2 3 4  陈晨. . 东方网. 纵相新闻.
3. 1 2  Lee (1998)，第248頁.
4. ↑  Zhang (1983)，第51頁.
5. ↑  黄德流. . 江夏黄族网.   [2020-12-15].
6. ↑  . 新华网.   [2020-12-14]. （原始内容存档于2022-05-25）.
7. ↑  余之. . 网易网. 文汇报.   [2020-12-14]. （原始内容存档于2021-01-20）.
8. ↑  苏莉鹏. . 中国新闻网. 城市快报.   [2020-12-14]. （原始内容存档于2019-09-16）.
9. 1 2 3  . www.thepaper.cn.   [2022-09-22]. （原始内容存档于2022-09-22）.
10. ↑  . www.jfdaily.com.   [2022-09-22]. （原始内容存档于2022-09-22）.
11. ↑  .   [2022-08-17]. （原始内容存档于2022-08-17）.
12. ↑  .   [2022-08-17]. （原始内容存档于2022-08-17）.
13. ↑  . 中国作家网. 中国作家协会.   [2020-12-14]. （原始内容存档于2020-03-15）.
14. ↑  . 中国作家网. 中国作家协会.   [2020-12-14]. （原始内容存档于2018-08-30）.
15. ↑  . 中国作家网. 中国作家协会.   [2020-12-14]. （原始内容存档于2019-04-04）.
16. ↑  . 新浪网. 每日新报.   [2020-12-14]. （原始内容存档于2019-08-25）.
17. ↑  . 中国社会科学网. 中国文艺网.   [2020-12-14]. （原始内容存档于2018-09-14）.
18. ↑  . 澎湃新闻. 上观新闻.   [2020-12-14].

### 文献
- Lee, Lily Xiao Hong. . M.E. Sharpe. 1998. ISBN 978-0-7656-0798-0.

- Song, Yuwu. . 2013-07-05. ISBN 978-1-4766-0298-1.

- Zhang, Jie. . 由Gladys Yang翻译. University of Washington Press. 1983. ISBN 978-0-2959-6017-3.